# Georg von Oettingen
Georg von Oettingen (Visusti, 10 novembre 1824 – 16 febbraio 1916) è stato un oculista tedesco.

## Biografia
Era un fratello del teologo Alexander von Oettingen (1827-1905), e il fisico Arthur von Oettingen (1836-1920).
Nel 1848 ricevette il dottorato in medicina dall'Università di Dorpat e fino al 1853 fu medico all'ospedale della città di Riga. Per un breve periodo di tempo fu medico a San Pietroburgo, e nel 1854 ritornò a Dorpat, dove nel 1856 divenne capo dell'Ospedale universitario. Nel 1857 fu nominato professore di chirurgia e nel 1871 divenne professore di oftalmologia.
Dal 1859 al 1866 fu vicerettore all'Università di Dorpat, diventando decano della facoltà di medicina nel 1866, e prestò servizio come rettore dal 1868 al 1876. Nel 1879, Eduard Raehlmann (1848-1917) gli succedette come professore di oftalmologia a Dorpat.

## Opere principali
- De ratione, qua calomelas mutetur in tractu intestinali : Dissertatio Inauguralis, Dorpat 1848.
- Mitteilungen aus der chirurgischen Abtheilung der Universitätsklinik zu Dorpat betreffend das Jahr, Dorpat 1857.
- Populäre Anleitung zur Pflege und Behandlung der unter der ländlichen Bevölkerung in den Ostseeprovinzen Russlands, insbesondere in Livland am häufigsten vorkommenden Augenkrankheiten, (con Hermann Guido von Samson-Himmelstjerna); Mitau 1860.
- Mittheilungen aus der chirurgisch-ophthalmiatrischen Klinik in Dorpat: in St. Petersburger Medizinische Zeitschrift 8 (1865).
- Klinische Studien, in: St. Petersburger Medizinische Zeitschrift 11 (1866).
- Die ophtamologische Klinik Dorpat's in den ersten 3 Jahren ihres Bestehens in: Dorpater medizinische Zeitschrift 2 (1871).
- Zur Casuistik und Diagnostik der Orbitaltumoren in: Klinisches Monatsblatt für Augenheilkunde (1874).
- Die indirekten Läsionen des Auges bei Schussverletzungen der Orbitalgegend; Stuttgart 1879.